# Mirocin (Runowo Sławieńskie)
Mirocin (kaszb. Mirocëno, niem. Annaburg) – część wsi Runowo Sławieńskie w Polsce, położona w województwie pomorskim, w powiecie słupskim, w gminie Kobylnica, na Równinie Słupskiej.
W latach 1975–1998 Mirocin administracyjnie należał do województwa słupskiego.

## Nazwa
Nazwa miejscowości jest tzw. chrztem nazewniczym i ma charakter pseudodzierżawczy. Powstała przez dodanie do nazwy osobowej Mirota formantu -in. Pierwotna niemiecka nazwa Annaburg, wzmiankowana po raz pierwszy w 1863, ma charakter pamiątkowy i jest złożeniem dwóch członów: nazwy osobowej Anna i nazwy pospolitej Burg „gród, zamek”.
Rada Języka Kaszubskiego proponuje opartą na polskiej kaszubską formę nazwy Mirocëno.